# Мухаметов, Максим Муратович
Максим Муратович Мухаметов (род. 30 апреля 1999) — казахстанский хоккеист, нападающий «Барыса» и сборной Казахстана.

## Карьера
Воспитанник усть-каменогорской школы хоккея. С сезона 2016/17 года до конца сезона 2018/19 года выстапал в МХЛ в составе ХК «Снежные Барсы» из Астаны.
В сезоне 2019/20 года выступал за «Номад».
Начиная с сезона 2023/24 года играл в КХЛ в составе магнитогорского «Металлурга»
С сезона 2022/23 года выступает за сборную Казахстана.